# Висковатов Василь Іванович
Василь Іванович Висковатов (рос. Василий Иванович Висковатов; нар. 26 грудня 1779 (6 січня 1780), Санкт-Петербург — пом. 8 жовтня (20 жовтня) 1812, Санкт-Петербург) —  російський математик та механік, екстраординарний академік Петербурзької Академії наук, професор чистої та прикладної математики інституту корпусу інженерів шляхів сполучення в Петербурзі. Відомий фахівець в царині математичного аналізу та варіаційного числення, один з активних послідовників Семена Гур'єва у пропаганді нових передових наукових ідей.

## Життєпис
Василь Висковатов народився 26 грудня 1779 (6 січня 1780) року в Петербурзі. Навчався в Артилерійському та Інженерному Шляхетському Кадетському Корпусі, який закінчив у 1796 році в званні штик-юнкера, потім був призначений корпусним офіцером. Там же він і залишився працювати викладачем математики й механіки. 
У 1799 році був обраний кореспондентом Академії наук. У 1803 році обраний академіком Петербурзької Академії наук. 
З 1810 року — професор чистої та прикладної математики в Інституті Корпусу інженерів шляхів сполучення.
Вперше вжив російський термін «производная функция» (похідна функція), перевівши на російську мову відповідне поняття, яке використовується Лаґранжем. Висковатов опублікував кілька мемуарів у виданнях Академії, а також керівництво з елементарної алгебри. Він переклав та видав «Основи механіки» Боссю і випустив нове видання алгебри Леонарда Ейлера.
Василь Висковатов помер в Петербурзі 8 жовтня (20 жовтня ) 1812 року. 

## Праці
- Принципы дифференциального исчисления г. Безу. Пер. В. Висковатова. СПб., 1799. (рос.)
- Опыт доказательства известному в механике предложению под именем параллелограмма сил. – Технол. журнал, 1805, т. 2, ч. 2, с.114-133. (рос.)
- Основания механики, сочиненные Карлом Боссю. С французского языка преложил и пополнил имп. С.-Петерб. Академии наук адъюнкт Василий Висковатов. СПб., 1806. 540 с. (рос.)
- Essai d’une méthode generale pour réduire toutes sortes de séries en fractions continues. – Nova Acta Acad. sci. Petropolit., 1806, t. 15, p. 181-192. (фр.)
- De la méthode générale pour réduire toutes les séries des quantités en fractions continues. – Mém. Acad. sci. Petersb., 1809, t. 1, p. 226-247. (фр.)
- Essai d’une démonstration du principe des vitesses virtuelles. - Mem. Acad. sci. Petersb., 1809, t. 1, p. 175-180. (фр.)
- О простейшем доказательстве Тейлоровой теоремы // Умозрительные исследования. Т. 1. СПб., 1808, с. 185-206. (БЕН РАН). (рос.)
- Краткое изложение способа знаменитого Лагранжа изъяснять исчисление дифференциальное и приложение оного к геометрии кривых линий // Умозрительные исследования. Т. 2. СПб., 1810, с. 183-314. (рос.)
- О способе находить наибольшие и наименьшие величины неопределенных интегральных формул // Умозрительные исследования. Т. 2. СПб., 1810, с. 132-182. (рос.)
- О способе находить наибольшие и наименьшие величины неопределенных интегральных формул. Отделение второе // Умозрительные исследования. Т. 3. СПб., 1812, с. 125-139. (рос.)
- О способе находить наибольшие и наименьшие величины неопределенных интегральных формул. Отделение третье // Умозрительные исследования. Т. 3. СПб., 1812, с. 140-158. (рос.)
- Изложение способа г. Прони определять давление земли и толстоту стен каменных одежд // Умозрительные исследования. Т. 4. СПб., 1815, с. 118-131. (рос.)
- Оснований алгебры Леонарда Эйлера части первой первые три отделения, переведенные с французского языка на российский со многими присовокуплениями Василием Висковатовым, Академии наук экстраординарным академиком. СПб., 1812. (рос.)